# Balta Bou Aouane
Balta Bou Aouane (àrab: بلطة بوعوان, Balṭa Bū-ʿAwān) és una ciutat de Tunísia, a la governació de Jendouba, capital de la delegació o mutamadiyya homònima, situada al nord-est de Jendouba i al sud de Tabarka. La ciutat té prop de 10.000 habitants i la delegació, 42.229 habitants.

## Administració
La delegació o mutamadiyya duu el codi geogràfic 22 59 (ISO 3166-2:TN-12) i està dividida en onze sectors o imades:
- Assila (22 59 51)
- Ghezala (22 59 52)
- El Aouaoudha (22 59 53)
- El Baldia (22 59 54)
- Cheouaoula (22 59 55)
- Beni M’hamed (22 59 56)
- Somrane (22 59 57)
- Balta (22 59 58)
- Abdeljaber (22 59 59)
- Bou Aouane (22 59 60)
- Oued Kesseb (22 59 61)

Al mateix temps, forma una municipalitat o baladiyya (codi geogràfic 22 19).